# Чуев, Гавриил Васильевич
Гавриил Васильевич Чуев (2 марта 1910, Старооскольский уезд, Курская губерния — 16 мая 1969, Губкинский район, Белгородская область) — участник Великой Отечественной войны, полный кавалер ордена Славы.

## Биография
Родился 2 марта 1910 года в селе Чуево Курской губернии в крестьянской семье. Русский. Член КПСС с 1944 года.
Окончил начальную школу, работал в колхозе. С 1932 по 1934 год проходил срочную службу в рядах Красной армии, после демобилизации продолжил работу в колхозе «Заря трудящихся».
15 апреля 1942 года был призван Скороднянским РВК Курской области. С этого же времени участвовал в боевых действиях на смоленской земле, 1 июля 1942 года был ранен. После госпиталя воевал на Волховском и Ленинградском фронтах, где получил ещё два ранения — 30 сентября 1942  и 5 февраля 1943 года. В сентябре 1943 года младший сержант Чуев воевал пулемётчиком 1-й стрелковой роты 933-го стрелкового полка 254-й стрелковой дивизии 52-й армии Воронежского фронта. 7 сентября 1943 года в бою за деревню Хрыпки Полтавской области уничтожил четырёх фашистов, в бою был ранен.
С весны 1944 года младший сержант Чуев командовал отделением 3-й стрелковой роты 629-го стрелкового полка 134-я стрелковой дивизии 69-й армии 1-го Белорусского фронта. 29 июля 1944 года в числе первых в полку на подручных средствах преодолел с подчиненными реку Висла у населённого пункта Застув-Поменовски (6 км юго-западнее города Казимеж-Дольны, Польша) и с ходу вступил в бой. Огнем из автомата сразил 5 гитлеровцев, гранатами подавил вражеский дзот. За проявленные доблесть и мужество при форсировании Вислы командир отделения младший сержант Г. В. Чуев приказом по дивизии от 15 октября 1944 года был награжден орденом Славы III степени.
14 января 1945 года на левом берегу реки Висла под населённым пунктом Коханув (8 км юго-западнее города Пулавы, Польша) поднял отделение в атаку и ворвался в траншею противника, где сразил 4 и пленил 2 вражеских солдат. Командование 69-й армии по достоинству оценило подвиг старшего сержанта Чуева Г. В., наградив его 7 апреля 1945 года орденом Славы II степени.
22 апреля 1945 года в бою за деревню Вильмерсдорф (13 км северо-восточнее города Фюрстенвальде, Германия) старший сержант Чуев под шквальным огнем проник с бойцами в расположение противника, гранатами подорвал 2 пулемётные точки. За проявленные мужество и отвагу командир отделения 1-й стрелковой pоты 629-го стрелкового ордена Суворова полка старший сержант Чуев Гавриил Васильевич Указом Президиума Верховного Совета СССР от 15 мая 1946 года награжден орденом Славы I степени.
В последнем бою был ранен, день победы встретил в госпитале. В ноябре 1945 демобилизовался. Возвратился в родное село, работал в колхозе имени Свердлова.
Умер 17 мая 1969 года, похоронен в центре села Чуево у братской могилы.

## Награды
- Полный кавалер ордена Славы:
  - орден Славы I степени ( 15 мая 1946, орден № 164679)[2][3];
  - орден Славы II степени (7 апреля 1945, орден № 23559)[4];
  - орден Славы III степени (15 октября 1944 № 1191)[5]
- Орден Красной Звезды (8 июля 1944)[6];
- Медаль «За отвагу» (4 октября 1943)[7];
- Медаль «За отвагу» (13 июня 1944)[8];
- Медаль «За победу над Германией в Великой Отечественной войне 1941-1945 гг.»

## Память
- К 40-летию Победы в Великой Отечественной войне на могиле был установлен бюст.
- На здании школы, где учился Г. В. Чуев, установлена мемориальная доска.
- В 2005 году в Губкине на Аллее Героев Г. В. Чуеву установлен бюст на гранитном постаменте[9].